# Казунгула (Замбія)
Казу́нгула (англ. Kazungula) — невелике прикордонне містечко в Південній провінції Замбії, розташоване на північному березі річки Замбезі, приблизно за 70 км на захід від Лівінгстона. Розміщується на кордоні 4 країн (Замбія, Ботсвана, Зімбабве та Намібія).

## Місцезнаходження

Мапа, яка демонструє місцезнаходження Казунгули на кордоні 4 країн

В даний час прийнято рішення про те, що суміжні міжнародні кордони містять два відрізки, з'єднані короткою лінією довжиною близько 150 метрів (490 футів), що утворює кордон між Замбією і Ботсваною. Канали річок, які постійно змінюються і відсутність будь-яких відомих угод, що розглядають це питання до 2000 року, приводили до деякої невизначеності прикордонного питання в минулому.
Річка Чобе, яка розділяє Намібію і Ботсвану, розташована поблизу Казунгули.
Казунгула також є адміністративним центром однойменного району Замбії.

## Транспорт

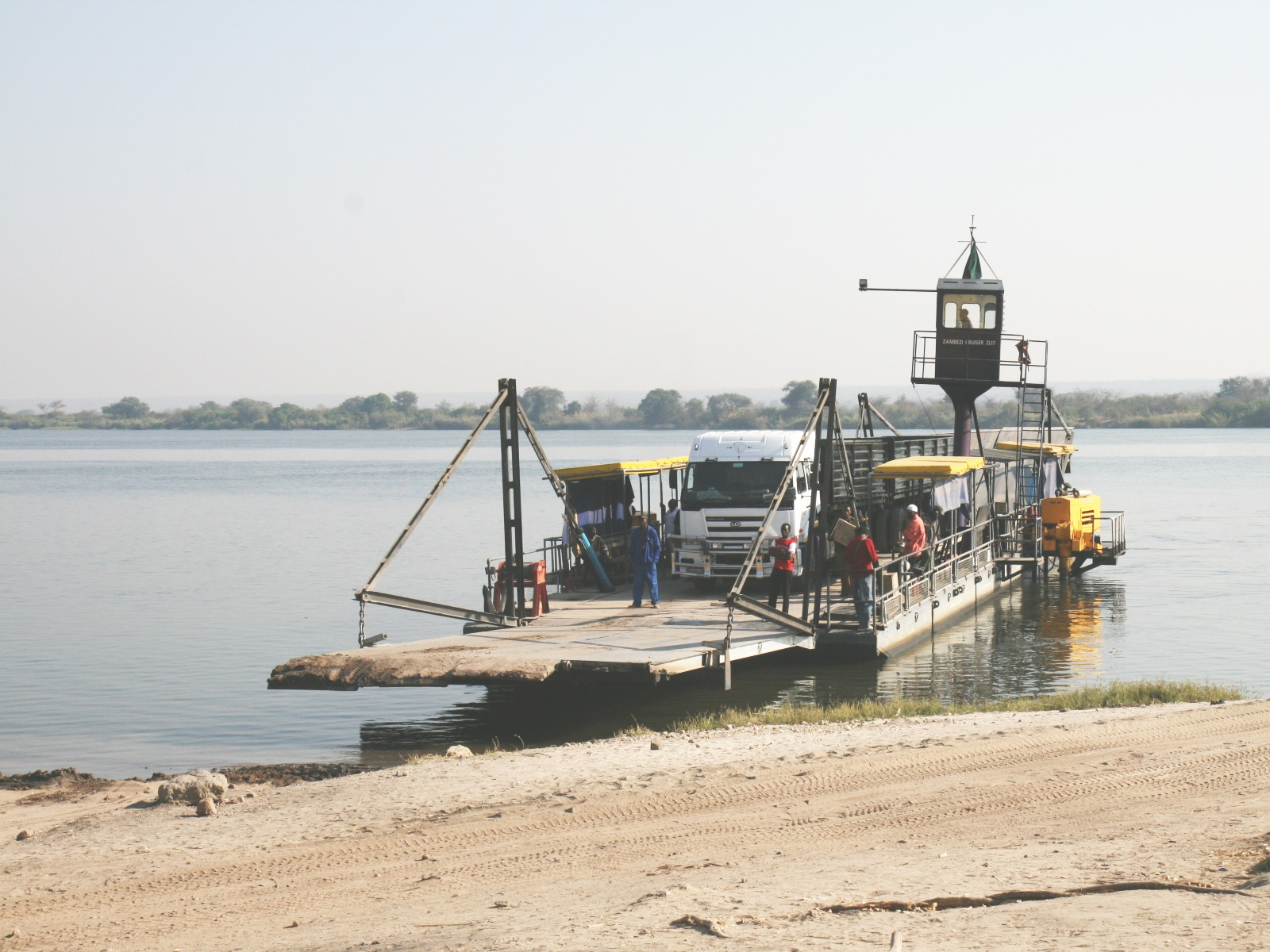
Пором біля пристані

Казунгула розташована поруч з містами Ботсвани, до яких можна дістатися на поромі потужністю 70 тонн — це один з найбільших поромів у цьому районі. Два моторизованих понтони курсують між митними постами на кожній стороні Замбезі. Через перекидання порому в 2003 році, в 2007 році уряди двох країн оголосили про будівництво Казунгульського мосту, який було відкрито 10 травня 2021 року.